# Костанов, Дмитрий Григорьевич
Дмитрий Григорьевич Костанов (адыг. Кэстэнэ Дмитрий, 9 мая 1912 — 1985) — адыгейский писатель и литературовед.

## Биография
Дмитрий Костанов родился 9 мая 1912 года в ауле Бжедугхабль (ныне Красногвардейский район Адыгеи) в семье крестьянина-бедняка.
Окончил филологический факультет Краснодарского государственного педагогического института.
В годы Великой Отечественной войны ушёл на фронт добровольцем, прошёл героический огненный путь от Кавказа до Берлина. Будучи корреспондентом дивизионной газеты, по горячим следам событий написал немало публицистических статей, очерков и рассказов. Боевые заслуги высоко оценены Родиной — награждён орденами Красной Звезды, Отечественной войны первой степени и многими медалями.
Демобилизовавшись в 1946 году, Дмитрий Григорьевич принимает активное участие в возобновлении работы писательской организации, в налаживании издания альманаха «Дружба» на адыгейском и русском языках, продолжает писать литературно-критические статьи, очерки и рассказы.
Д. Г. Костанов ряд лет возглавлял Адыгейскую писательскую организацию, редактировал альманах «Дружба», был главным редактором и директором Адыгейского книжного издательства, работал научным сотрудником, учёным секретарём Адыгейского научно-исследовательского института, неоднократно избирался депутатом Адыгейского областного и Краснодарского краевого Советов народных депутатов.

## Творчество
В период учёбы в институте Костанов начинает писать и печатать литературно-критические статьи.
Первые произведения Костанова были напечатаны в начале 1930-х годов. Среди основных его произведений роман «Там, где сливаются реки» (адыг. «Псыхъохэр зэхэлъадэх»), сборники рассказов «Две высоты» (адыг. «ӀошъхьитӀу»), «Труд славит человека» (адыг. «ЦӀыфым ишӀушӀагъ») и др. Основная тема творчества Костанова — мирный труд, созидание.
Творческий диапазон Д. Костанова многогранен. Его учебник по литературе для старших классов, начиная с середины 40-х годов, выдержал многочисленные переиздания. Как литературовед написал ряд работ об адыгейской литературе, исследовал творчество народного ашуга Цуга Теучежа, проделал большую работу по записи, подстрочному переводу и публикации поэтических произведений ашуга. Итогом его работы стали монографические труды «Народный певец», «Цуг Теучеж» и «Песня обретает крылья».
Писатель перевёл на адыгейский язык пьесы М. Горького «На дне» и Ж.-Б. Мольера «Скупой», совместно с Ю. И. Тлюстеном — роман А. Фадеева «Молодая гвардия», совместно с М. С. Парануком — роман С. Бабаевского «Кавалер Золотой Звезды».

## Награды
- Орден Красной Звезды (25.07.1944)[3]
- Орден Отечественной войны первой степени
- Орден Отечественной войны второй степени (06.04.1985)
- Орден Трудового Красного Знамени
- Орден «Знак Почёта»
- Орден Дружбы народов
- Медаль «За боевые заслуги» (30.11.1943)[4]
- Медали